# 沛納海

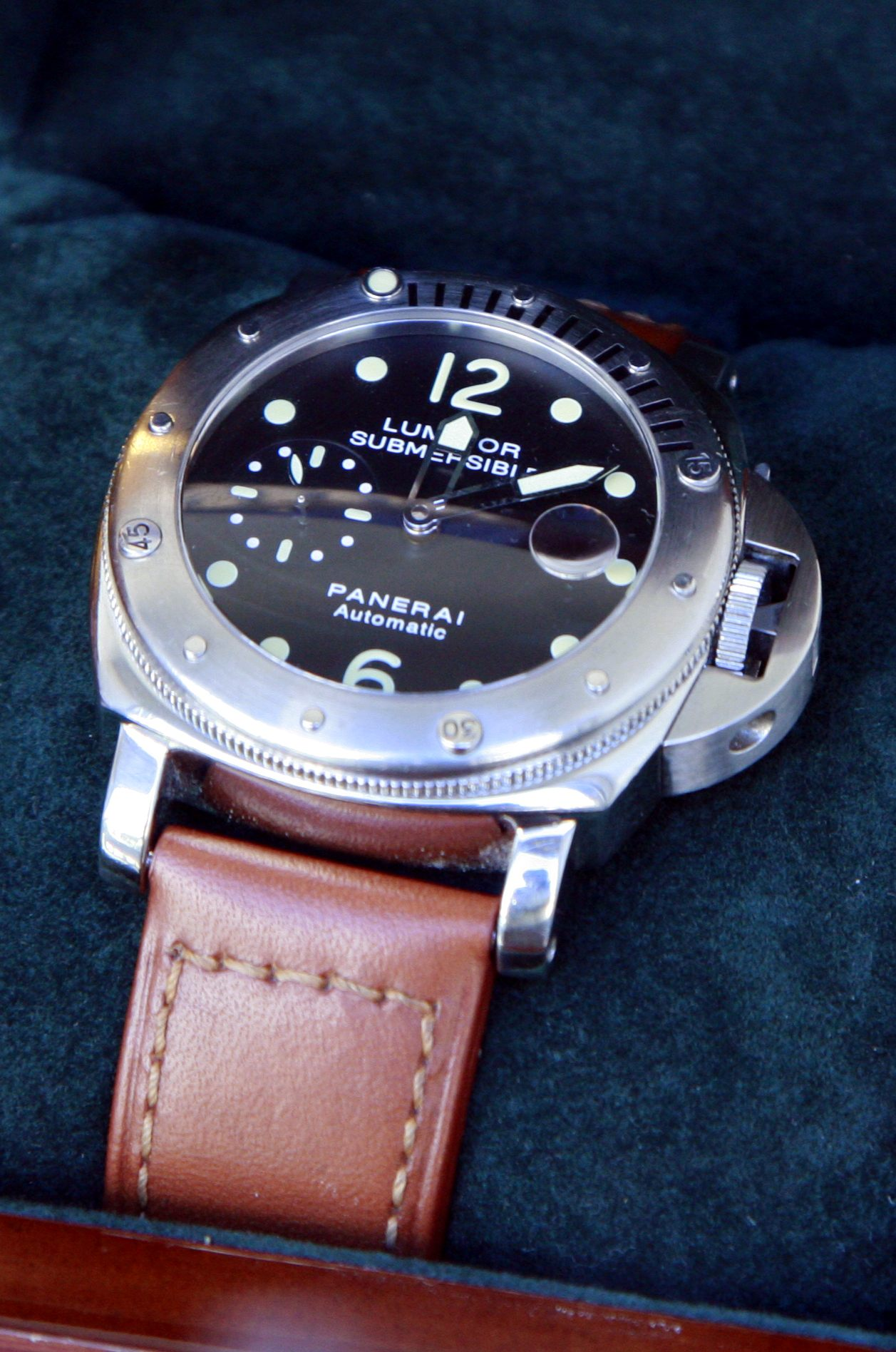
沛纳海的产品

沛纳海（Panerai）是一个意大利的奢侈品牌，公司目前主要产品为高档腕表。该公司创立于1860年，1997年被历峰集团收购。沛納海結合義大利的設計風格與瑞士的製表技術，打造出極具現代感的軍用手錶。

## 設計風格
- 三明治面盤
- 方中帶圓的表殼
- 超大表徑
- 獨特龍頭護橋
- 金魚缸式風防

## 手錶款式
- Radiomir
- Radiomir 1940
- Luminor
- Luminor 1950
- Luminor Due